# Лимпопо (провинция)
За едноименната река вижте Лимпопо.
Лѝмпопо (на английски и на африкаанс: Limpopo) е провинция в североизточната част на Република Южна Африка (РЮА). Граничи с Ботсвана, Зимбабве и Мозамбик, и с провинциите Северозападна провинция, Гаутенг, Мпумаланга. Административен център е град Полокване.

## Население
5 402 900 (2007)

## Градове
- Бела Бела

## Расов състав
- 97,3% – черни
- 2,4% – бели африканци
- 0,2% – цветнокожи
- 0,1% – азиатци